# Voetbalkampioenschap van São Vicente
Voetbalkampioenschap van São Vicente is de regionale voetbalcompetitie van São Vicente dat tot Kaapverdië behoort. Het is het enige Kaapverdisch eiland dat ook nog een tweede voetbalcompetitie heeft genaamd Second Level. De winnaar speelt in de Kaapverdisch voetbalkampioenschap. CS Mindelense heeft de meeste titels, namelijk acht.

## Clubs in het seizoen 2015/16

### Eerste divisie
- Académica
- Amarante
- Batuque
- Derby
- Falcões
- Farense
- Mindelense
- Salamansa

## Winnaars
- 1937?: CS Mindelense
- 1938: CS Mindelense
- 1939: CS Mindelense
- 1940: CS Mindelense
- 1941: CS Mindelense
- 1942: CS Mindelense
- 1943: CS Mindelense
- 1944: GD Amarantes
- 1945: GD Amarantes
- 1946: CS Mindelense
- 1947: CS Mindelense
- 1948: Académica (Mindelo)
- 1949: CS Mindelense
- 1950: CS Mindelense
- 1951: CS Mindelense
- 1952: CS Mindelense
- 1953: Académica (Mindelo)
- 1954: CS Mindelense
- 1955: CS Mindelense
- 1956: CS Mindelense
- 1957: CS Mindelense
- 1958: CS Mindelense
- 1959: CS Mindelense
- 1960: CS Mindelense
- 1961: GD Amarantes
- 1962: CS Mindelense
- 1963: Académica (Mindelo)
- 1964: Académica (Mindelo)
- 1965: Académica (Mindelo)
- 1966: CS Mindelense
- 1967: Académica (Mindelo)
- 1968: CS Mindelense
- 1969: CS Mindelense
- 1970: CS Mindelense
- 1971: CS Mindelense
- 1972/73 : GS Castilho
- 1973/74 : GS Castilho
- 1974/75 : CS Mindelense
- 1975/76 : CS Mindelense
- 1976/77 : CS Mindelense
- 1977/78 : CS Mindelense
- 1978/79 : CS Mindelense
- 1979/80 : CS Mindelense
- 1980/81 : CS Mindelense
- 1981/82 : CS Mindelense
- 1982/83 : FC Derby
- 1983/84 : FC Derby
- 1984/85 : FC Derby
- 1985/86 : FC Derby
- 1986/87 : Académica (Mindelo)
- 1987/88 : CS Mindelense
- 1988/89 : CS Mindelense
- 1989/90 : CS Mindelense
- 1990/91 : geen competitie
- 1991/92 : CS Mindelense
- 1992/93 : CS Mindelense
- 1993/94 : CS Mindelense
- 1994/95 : Académica (Mindelo)
- 1995/96 : CS Mindelense
- 1996/97 : CS Mindelense
- 1997/98 : CS Mindelense
- 1998/99 : GD Amarantes
- 1999/00 : FC Derby
- 2000/01 : FC Derby
- 2001/02 : Batuque FC
- 2002/03 : Batuque FC
- 2003/04 : Académica (Mindelo)
- 2004/05 : FC Derby
- 2005/06 : CS Mindelense
- 2006/07 : Académica (Mindelo)
- 2007/08 : FC Derby
- 2008/09 : CS Mindelense
- 2009/10 : Batuque FC
- 2010/11 : CS Mindelense
- 2011/12 : Batuque FC
- 2012/13 : CS Mindelense
- 2013/14 : FC Derby
- 2014/15 : CS Mindelense

## Voorzitters
- Benvindo Leston (-seizoen 2014-15)
- Júlio do Rosário